# Icon (Icon)
Icon è il primo album degli Icon, uscito nel 1984 per l'etichetta discografica Capitol Records.

## Tracce
1. Rock On Through the Night – 3:35
2. Killer Machine – 3:34
3. On Your Feet – 3:24
4. World War – 4:30
5. Hot Desert Night – 3:52
6. Under My Gun – 3:33
7. Iconoclast – 1:27
8. Rock 'n Roll Maniac – 4:01
9. I'm Alive – 4:11
10. It's up to You – 5:07

## Formazione
- Stephen Clifford - voce
- Dan Wexler - chitarra
- John Aquilino - chitarra
- Tracy Wallach - basso, cori
- Pat Dixon - batteria